# Дикинсон, Джим
Джим Ди́кинсон (при рождении Джеймс Лю́тер Ди́кинсон англ. James Luther Dickinson, 15 ноября 1941, Литл-Рок, Арканзас — 15 августа 2009, Мемфис, Теннесси) — американский музыкальный продюсер, пианист и вокалист. Отец Лютера и Коди Дикинсонов, основателей и бессменных участников группы North Mississippi Allstars.

## Биография
Джеймс Лютер Дикинсон родился 15 ноября 1941 года в Литл-Роке, Арканзас. В раннем возрасте Джим Дикинсон отправился в Мемфис, Теннесси, являющийся меккой блюза и рок-н-ролла. После окончания школы он поступил в Бэйлорский Университет, располагающийся в Уэйко, Техас.
После окончания университета он вернулся в Мемфис и играл на рекорд-сессиях Билла Джастиса и работал в American Studios, основанной Чипсом Моманом. Дикинсон поучаствовал в записи того, что было названо последней великой пластинкой Sun Records — «Cadillac Man» b/w «My Babe» The Jesters, сыграв на фортепиано и исполнив основной вокал на обеих сторонах, при этом не являясь официальным членом группы.
В конце 1960-х годах он образовал с мемфисскими музыкантами Чарли Фриманом, Майклом Атли, Томми Макклюром и Сэмми Крисоном группу Dixie Flyers, которая выступала аккомпанирующим составом для музыкантов, записывающихся на Atlantic Records. Самой известной их работой является альбом «Spirit in the Dark» Ареты Франклин, выпущенный в 1970 году.
В 1969 году Дикинсон сыграл на фортепиано в песне The Rolling Stones «Wild Horses», вошедшей в их альбом 1971 года «Sticky Fingers». Также он сыграл на фортепиано в альбоме The Flamin’ Groovies «Teenage Head», выпущенном в том же 1971 году.
В 1972 году Дикинсон выпустил свой первый сольный альбом «Dixie Fried», содержащий песни Боба Дилана, Карла Перкинса и Фьюрри Льюиса. Само название альбома было взято из одноимённой песни Карла Перкинса.
В 70-х он стал известен в качестве продюсера, записав в 1974 году альбом «Third» мемфисской пауэр-поп группы Big Star, и выступив в роли сопродюсера Алекса Чилтона в его сольном альбоме «Like Flies on Sherbert», выпущенном в 1979 году.
Под псевдонимом East Memphis Slim Дикинсон спродюсировал альбом «Pleased to Meet Me» группы The Replacements, выпущенный в 1987 году, в котором он также сыграл партии клавишных, органа и обеспечил бэк-вокал, а в песне «Skyway» сыграл на вибрафоне. В другой песне из альбома — «Can’t Hardly Wait» — на гитаре сыграл Алекс Чилтон, в дань уважения которому была названа песня «Alex Chilton».
Дикинсон продюсировал записи Вилли ДеВилля, Green on Red, Mojo Nixon, Neon Wheels, Jason & the Nashville Scorchers, Tav Falco’s Panther Burns, Скримин Джей Хокинса и многих других. В 1977 году он выступил продюсером документального фильма «Beale Street Saturday Night», повествующего о Мемфисе, в который вошли отрывки выступлений Сида Селвиджа, Фьюрри Льюиса и группы Mud Boy and the Neutrons, в которой играл сам Дикинсон.
Позже он играл с Рэем Кудером и в альбоме Боба Дилана «Time Out of Mind», выпущенном в 1997 году, а в 1998 году выигравшим в трёх номинациях «Грэмми», включая «альбом года». В 1998 году он спродюсировал альбом Mudhoney «Tomorrow Hit Today».
Сыновья Дикинсона Лютер и Коди, игравшие в его сольных альбомах «Free Beer Tomorrow» (2002) и «Jungle Jim and the Voodoo Tiger» (2006), также являются успешными музыкантами и основателями группы North Mississippi Allstars.
Дикинсон записывался с Питом «Sonic Boom» Кембером, основателем английской спейс-рок-группы Spacemen 3. Альбом, названный «Indian Giver», был выпущен Birdman Records в 2008 году под вывеской Spectrum Meets Captain Memphis, за которой скрывались Кембер (Spectrum) и Дикинсон (Captain Memphis).

## Поздние годы
В 2007 году Дикинсон играл вместе с мемфисской группой Snake Eyes. Snake Eyes была основана Грегом Роберсоном, ранее игравшим на ударных в группе Reigning Sound, и в её состав входили коллега по Reigning Sound Джереми Скотт, а также Адам Вудард и Джон Пол Кит.
После того как в октябре 2008 года группа была распущена, в феврале 2009 года Дикинсон и Робертсон собрали Ten High & the Trashed Romeos. Её состав был доукомплектован братьями Джейком и Тоби Вестами из The Bulletproof Vests и Адамом Хиллом. Ten High & the Trashed Romeos записали два альбома. Первый альбом состоял из композиций, написанных Дикинсоном и группой. Второй же полностью состоял из кавер-версий различных песен мемфисской гаражной сцены 1960-х годов.
Дикинсон умер 15 августа 2009 года в больнице Methodist Extended Care Hospital в Мемфисе после тройного шунтирования сердца.

## Дискография

### Сольные альбомы
- Dixie Fried (1972, Atlantic; CD-издание на SepiaTone, 2002
- A Thousand Footprints in the Sand (концертный альбом) (1997, Last Call/Sony, France)
- Free Beer Tomorrow (2002, Artemis)
- Jungle Jim And The Voodoo Tiger (2006, Memphis Int’l)
- Fishing with Charlie (Spoken Word) (2006, Birdman)
- Killers from Space (2007, Memphis Int’l)
- Dinosaurs Run in Circles (2009, Memphis Int’l)

### Вместе с Mudboy and the Neutrons
- Known Felons in Drag (1986, New Rose)
- Negro Streets At Dawn (1993, New Rose)
- They Walk Among Us (1995, Koch)

### В качестве компилятора
- Beale Street Saturday Night (1979, Memphis Development)
- Delta Experimental Project Vol I (1988, New Rose/Fan Club, France)
- Delta Experimental Project Vol II (1990, New Rose/Fan Club, France)
- Delta Experimental Project Vol III (2003, Birdman)